# Zephyranthes crociflora
Zephyranthes crociflora är en amaryllisväxtart som beskrevs av Thaddeus Monroe Howard och S.Ogden. Zephyranthes crociflora ingår i släktet Zephyranthes och familjen amaryllisväxter. Inga underarter finns listade i Catalogue of Life.